# Hecamedoides auriger
Hecamedoides auriger är en tvåvingeart som beskrevs av Cresson 1929. Hecamedoides auriger ingår i släktet Hecamedoides och familjen vattenflugor. Inga underarter finns listade i Catalogue of Life.